# アスペルク
アスペルク (ドイツ語: Asperg,  [ˈaspɛrk]) は、ドイツ連邦共和国バーデン＝ヴュルテンベルク州シュトゥットガルト行政管区のルートヴィヒスブルク郡に属す市である。本市はホーエンアスペルク山の麓、シュトローゴイに位置しており、州都シュトゥットガルトの市場範囲に含まれる。また、シュトゥットガルト地域（1992年まではミットレラー・ネッカー地域）およびシュトゥットガルト大都市圏に含まれる。

## 地理

### 位置

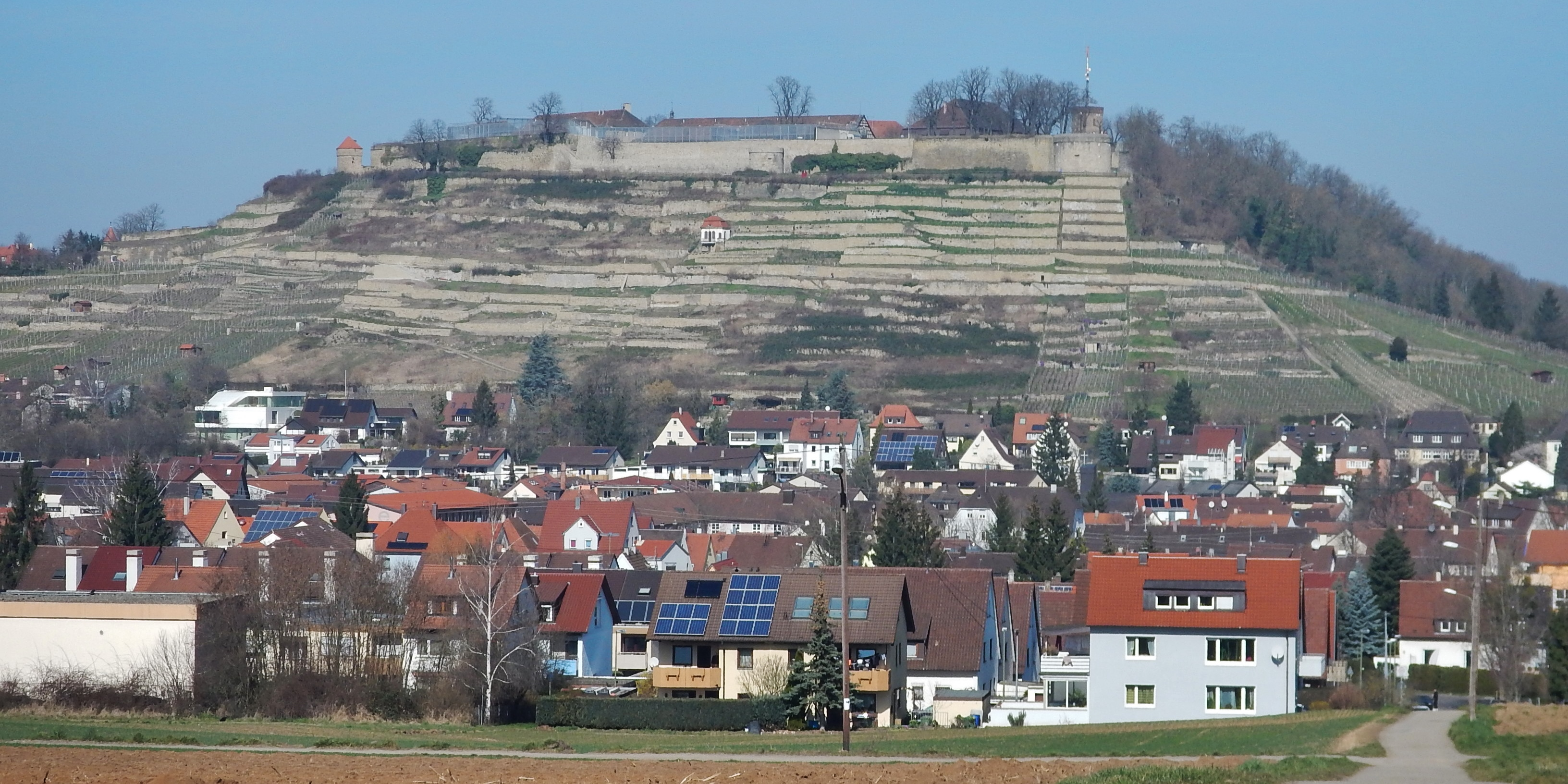
アスペルクとその背後にそびえるホーエンアスペルク

アスペルクはネッカー川とエンツ川にはさまれたシュトゥットガルト地域、シュトローゴイに位置しており、自然区域上はネッカー盆地に含まれる。ホーエンアスペルク山が、その位置や孤立峰としての特徴的な姿でこの街の景観を決定づけている。この山は高さ約 90 m で、山頂に広い平地を持ち、北、東、南は急峻な斜面である。西側はフルストに伸びている。ランゲス・フェルトの緩やかな丘陵からなる周辺地域には、逆転地形によって生成された外座層が見られる。たとえば、北のルートヴィヒスブルクから A81号線でこの街に入るときに右手に見られる。
ルートヴィヒスブルクの成立に伴い縮小された市域は約 500 ヘクタールで、海抜 241 m から 356 m に分布している。

### 隣接する市町村
本市は、北から時計回りに、タム、ルートヴィヒスブルク、メークリンゲン、マルクグレーニンゲンと境を接している（いずれもルートヴィヒスブルク郡）。

### 市の構成
自治体アスペルクには、主邑のアスペルクの他に、アルタハ、ホーエンアスペルク、レーエンフェルト、オスターホルツ、シェッキンガー、ジルバーヘルデンが属している。かつてのヴァイヘンベルク村は、ウンターアスペルク、さらにアスペルク地区に吸収された。アスペルクの北東にかつて独立していたしシェッキンゲンがあった。1909年にアスペルクとそれまで別の独立した自治体であったホーエンアスペルクが合併した。

### 自然保護
アスペルクには、9件の自然文化財がある。
本市の一部は、「ホーエンアスペルク＝フルストおよびその周辺」景観保護区に含まれる。

### 土地利用
| 土地用途別面積     | 面積 (km2) | 占有率 |
| ------------------ | ---------- | ------ |
| 住宅地および空き地 | 1.20       | 20.7 % |
| 産業用地           | 0.61       | 10.5 % |
| レジャー用地       | 0.34       | 5.9 %  |
| 交通用地           | 1.01       | 17.4 % |
| 農業用地           | 2.17       | 37.4 % |
| 森林               | 0.16       | 2.7 %  |
| 水域               | -          | 0.1 %  |
| その他の用地       | 0.31       | 5.3 %  |
| 合計               | 5.80       |        |

州統計局の2018年現在のデータによる。

## 歴史

### 19世紀まで

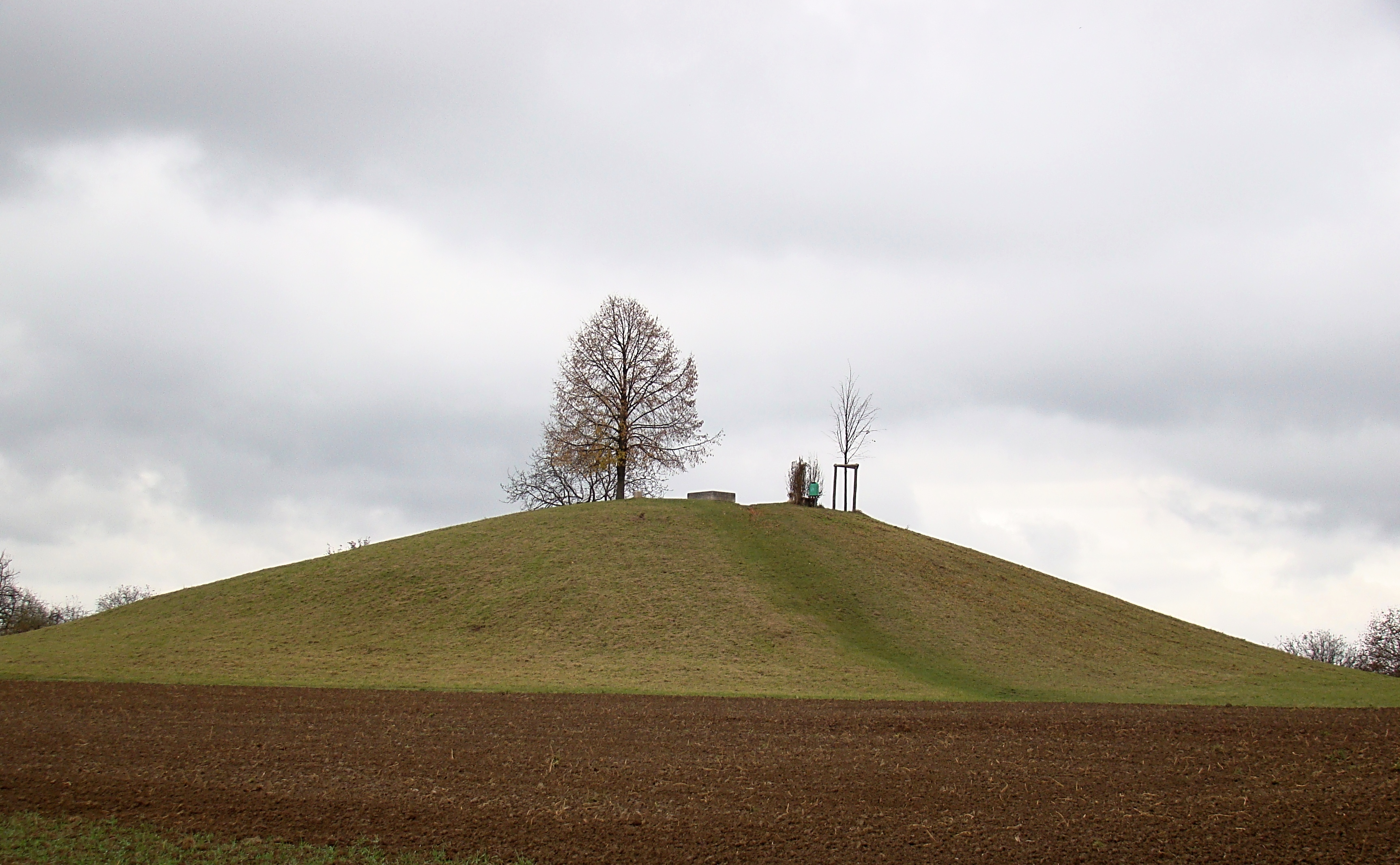
クラインアスペルグレ墳丘墓

この街の歴史は、ホーエンアスペルクと密接に結びついている。紀元前500年頃、ホーエンアスペルク避難城砦とおそらく初期のケルト人の強力な権力中枢がここにあった。数多くのケルト時代の墓は、たとえばホーホドルフの大きな墳丘墓やシュヴィーバーディンゲン近郊のカタリーネンリンデの埋葬地など、ホーエンアスペルクを見渡せるように配置されている。特に眺めが良いのは、アスペルクの南端に位置する紀元前440年頃のものとされるクラインアスペルグレ墳丘墓である。オスカー・フラースはこの墳墓で、たとえばケルト時代のポット、黄金の角杯、ギリシアの平皿といった印象的な出土品を発掘した。紀元前500年頃の別の豪華なケルト人の墓が、1964年のグラーフェンビュールでの工事中にハルトヴィヒ・チュルンによって発見された。ここからも他に類のない出土品が発掘された。たとえば、2本の骨で創られたスフィンクスで、このうち1体は、琥珀色の外観をしている。アスペルクの出土品は、シュトゥットガルトのヴュルテンベルク州立博物館で見ることができる。また、ホーエンアスペルク周辺に約400人の集落があったことが証明されている。
孤立峰の利用はアレマン人やフランク人によってなされたと推測されるが、その証拠は見つかっていない。700年頃に制作されたラヴェンナの地図「コスモグラフィア」に記述されている Ascis をアスペルクであると同定することは疑問視されている。

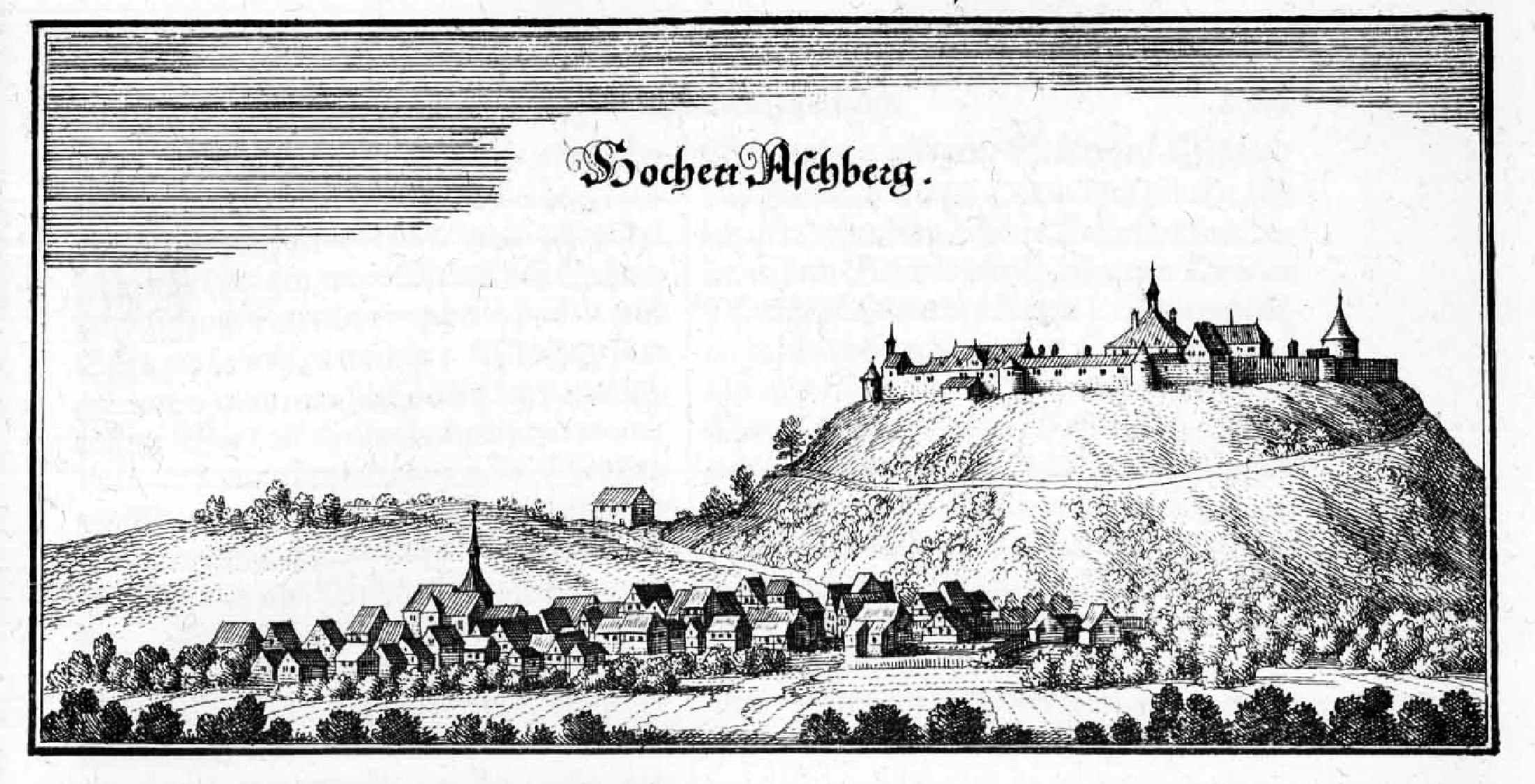
1643年に出版されたマテウス・メーリアンの銅版画に描かれたホーへンアシュベルグ（現在のホーエンアスペルク）

アスペルクは、819年、ガウの伯ゴッツベルトがこの地の所領をアルザスのヴァイセンブルク修道院に寄進した際に初めて記録されている。その際の表記はAssesbergであるが、それを樹木名に由来し、今日のドイツ語で表せば>Burg auf dem Eschenberg<（トネリコの山の城塞）と解釈するか、あるいは人名に由来すると見て>Burg des Ask<（アスクの城塞）と推測するか決め手はない。中世盛期には、城と集落はテュービンゲン宮中伯家に属していた。宮中伯家の傍系はアスペルクにちなんだ家名を名乗った。1304年に建設され1909年まで独立した市であったホーエンアスペルクが都市権を得たことで、この集落は大きな重要性を獲得した。1308年にヴュルテンベルク伯が城とともにアスペルクを購入し手に入れた。この街の歴史は、常に戦争の波乱に影響されてきた。特に1519年のシュヴァーベン連合による城の占領（アルブレヒト・デューラーによってペン画に描かれている）と三十年戦争中は壊滅的であった。アスペルクは1510年にヴュルテンベルク公ウルリヒから改めて、第2宮廷都市テュービンゲンと同等の都市権を授けられた。1534年から城砦が強化され、山の麓のホーエンアスペルクからヴァイヘンベルク、現在ウンターアスペルクと呼ばれている集落へ都市機能が移された。「アスペルクの城と村」は当時、アムト・グリューリンゲンに属した。
ルートヴィヒスブルクの建設によりアスペルクは1714年に都市権を失った。アスペルクは、1718年にオーバーアムト・ルートヴィヒスブルクに編入されたが、17年後に独自のアムトの本部所在地となった。1781年に改めてオーバーアムト・ルートヴィヒスブルクに編入され、ヴュルテンベルク王国の新しい行政機構への移行後も、この状態で存続した。長い努力の末、1875年に再び都市権が授けられ、これ以後保持し続けた。

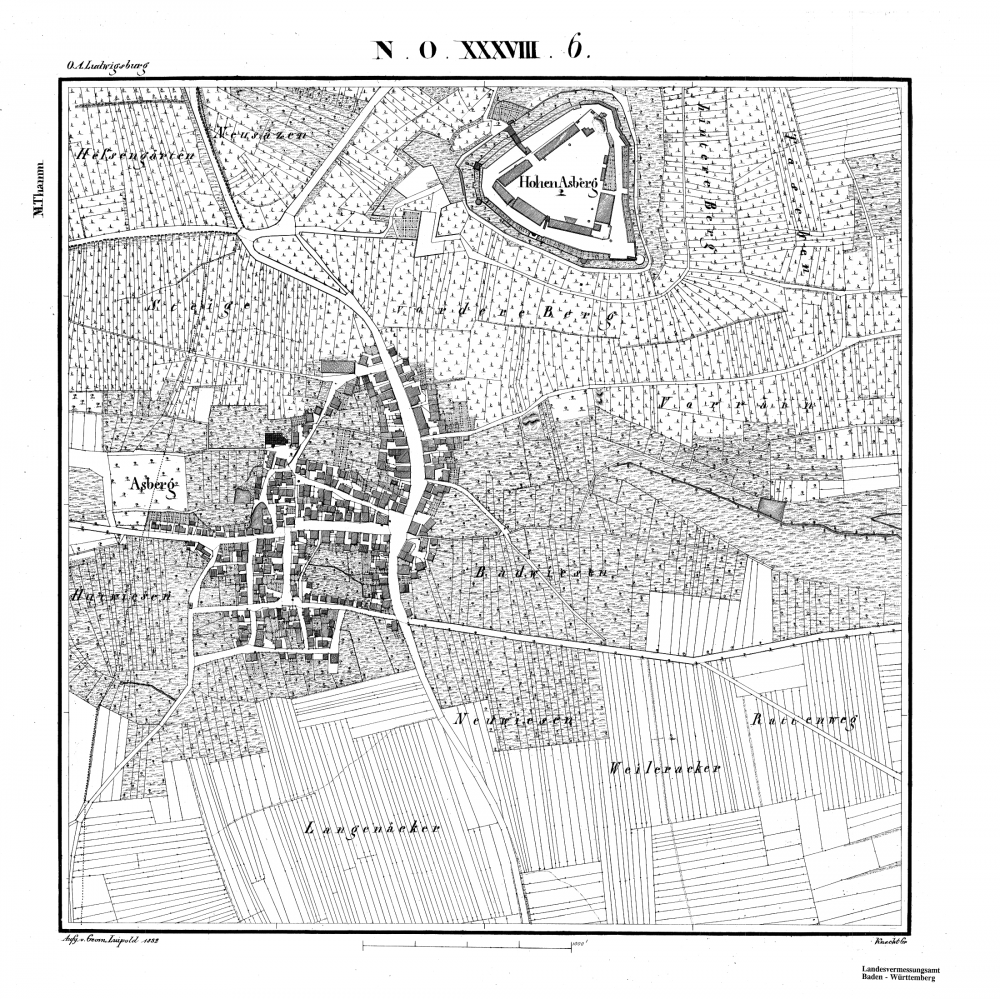
1832年のアスペルクの地図

19世紀に経済・交通活動全体に大きな変革が起こった。アスペルクはそれまで農民やワイン製造者による農業が主体の街であった。唯一の鉱工業分野が、14世紀に初めて文献に記録されている石膏採掘であった。1859年に新たな石膏粉砕水車が設けられた。1847年に鉄道ルートヴィヒスブルク - ビーティヒハイム線により、アスペルクは王立ヴュルテンベルク邦有鉄道の路線網に接続した。住宅地は、当初は街外れにある駅とは反対方向に拡大していった。その後、ヴュルテンベルク初の冷蔵庫製造業者アイスフィンクやシュトゥットガルト＝バート・カンシュタットの鋳鉄業者シュトライヒャーが開発あるいは創業され、家具産業が小規模業者から始まった。
1894年からホーエンアスペルクに民事行刑用の刑務所が設けられた。

### 20世紀、21世紀

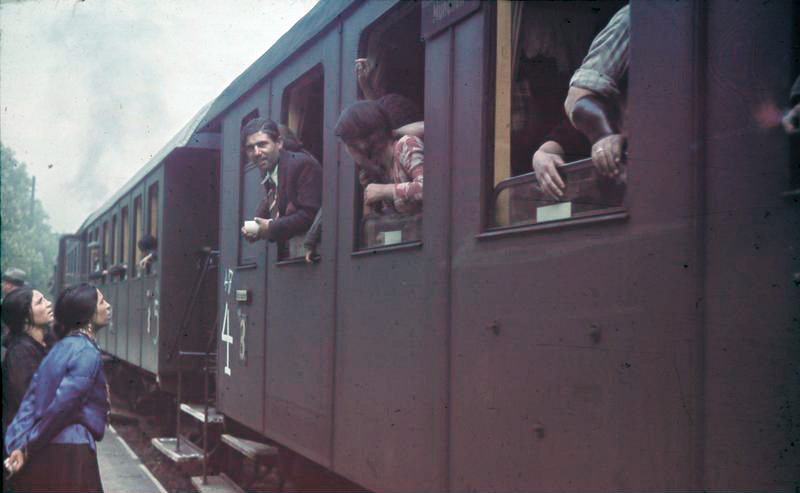
逮捕されアスペルクから移送されるシンティ・ロマやロマの人々（1940年）

ホーエンアスペルク城砦は、1914年から1918年まで戦争捕虜収容所に、1920年から1945年まではルートヴィヒスブルク刑務所の分所とされた。国家社会主義の時代（1933年 - 1945年）には反体制主義者が収監され、建物は強制収容所への移送のための集合収容所として利用された。1940年5月には「ツィゴイネル」の集合施設としても用いられ、名簿に登録され、「優生学」の研究がなされた。彼らは、アスペルク駅からポーランドに設けられたゲットーや強制収容所へ列車で移送された。追放された人々を記念する記念プレートがアスペルク駅に1995年から掲げられている。
1942年に結核ステーションが建設され、山の北斜面に小さな墓地が設けられた。
ナチ時代のヴュルテンベルクの行政改革により、1938年4月25日にアスペルクはルートヴィヒスブルク郡に属すこととなった。
第二次世界大戦末期、アスペルクは戦場となり、砲兵隊陣地が設けられた。アウペルクは1945年4月10日に初めて連合軍飛行部隊の攻撃を受け、2軒の家屋と5棟の納屋が焼失し、住民6人が死亡した。戦争全体では12人の住民が死亡した。アスペルクは1945年4月21日から短期間フランス軍に占領され、その後1945年7月半ばからアメリカ軍の軍政下に置かれた。
アスペルクはアメリカ管理地区の一部として、新設されたヴュルテンベルク＝バーデン州に属し、そこから1952年に現在のバーデン＝ヴュルテンベルク州が成立した。
1945年から1947年までホーエンアスペルクに非ナチ化・再教育収容所が設けられた。1948年からホーエンアスペルク州立刑務所に、1950年からはバーデン＝ヴュルテンベルク州刑務所中央病院に、1975年からはバーデン＝ヴュルテンベルク州社会療養施設になった。
20世紀末には、山と城砦を文化的に利用する検討が繰り返し行われた。2010年7月16日から武器庫棟に「バーデン＝ヴュルテンベルク歴史の家」の分館の1つにあたる「ホーエンアスペルク博物館－ドイツの牢獄」が入居している。楼門の外側に旅館「シューバルトシュトゥーベ」がある。ホーエンアスペルクは現在、そのパノラマの眺望によっても人気の観光ハイキング地となっている。
第二次世界大戦後のアスペルクの人口は、4700人であった。1970年代に12,000人、2018年現在では約13,000人にまで増加した。この間に数多くの住宅地が造成された。21世紀初めに市の中心部が完全に刷新された。立地が良いこと、インフラが極めて良好に整備されていること、家族に優しいサービスが整っていることなどからアスペルクは住宅地として人気の街である。

## 住民

### 人口推移
人口は、1856年から増加し、2011年にピークに達した後、2013年の人口は13,107人となった。

### 宗教
宗教改革までアスペルク教区はシュパイアー司教区三位一体助祭長区グリューニンゲン参事会に属していた。ヴュルテンベルクの宗教改革後、アスペルクは福音主義が優勢となった。福音主義地方教会のミヒャエルス教会がアスペルクに設けられた。これにより地方教会の街となった。
アスペルクのローマ＝カトリック教会は1950年から存在する。1999年から隣接するマルクグレーニンゲンおよびタンのカトリック教会とともに司牧会を形成している。アスペルクのローマ＝カトリック教会が聖ボニファティウス教会である。この他に新使徒教会、自由教会プフィングストゲマインデ連合に属す福音主義メソジスト教会がある。

## 行政

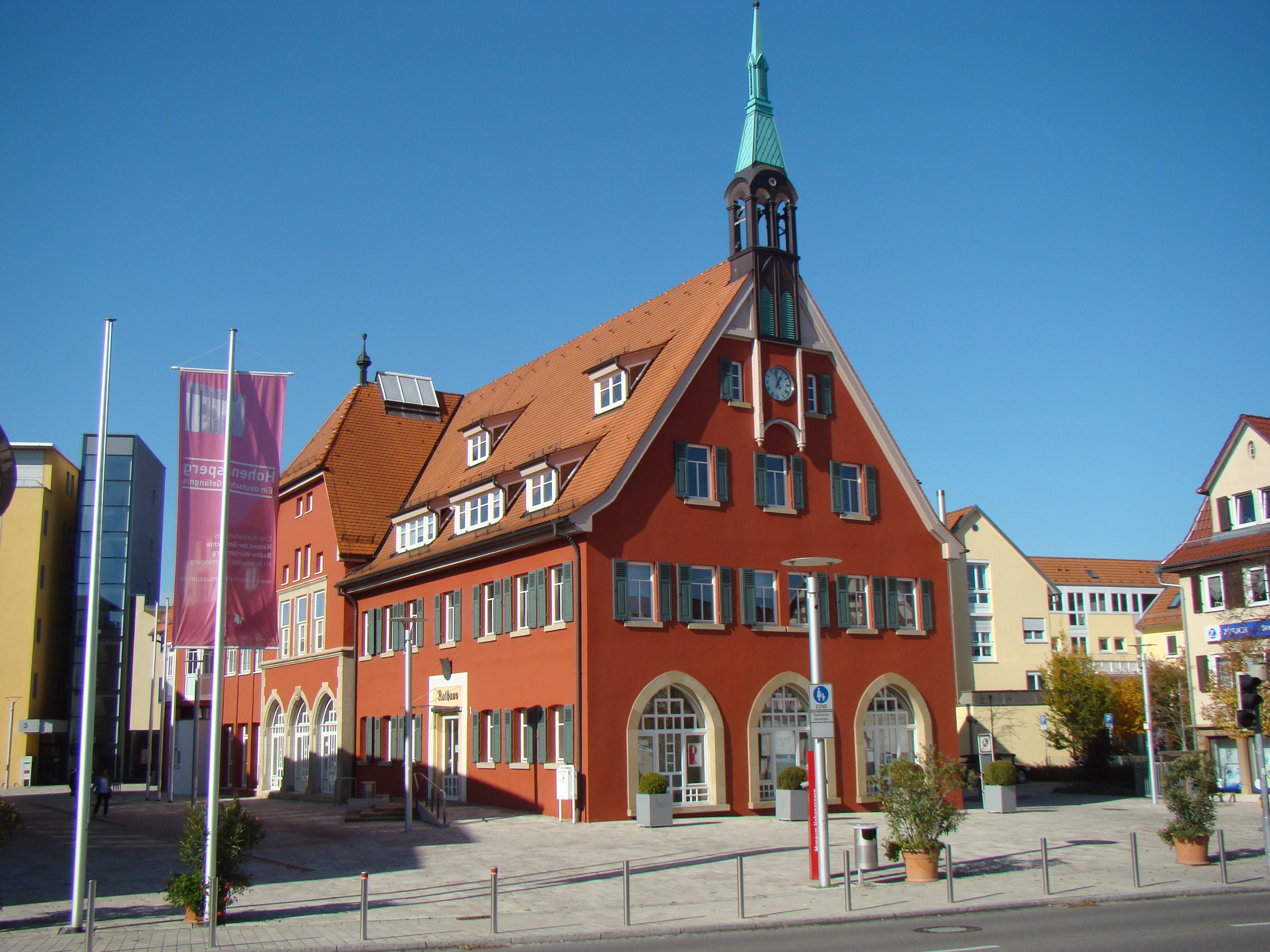
アスペルクの市庁舎

### 首長
第二次世界大戦後の市長を列記する:
- 1948年 - 1954年: ヘルマン・ケーザー
- 1954年 - 1980年: ヴァルター・トレフツ
- 1980年 - 1993年: オットー・ジンツ
- 1993年 - 2017年: ウルリヒ・シュトーラー
- 2017年9月 - : クリスティアン・アイベルガー[9]

### 議会
アスペルクの市議会議員は18議席である。市議会は、選出された名誉職の議員と議長を務める始業で構成されている。市長は市議会で投票権を有している。

### 紋章と旗
図柄: 金地。緑の三峰の山に緑のヤマナラシ (ドイツ語: Aspe)。その両側に2本の直立し、枝先を外側に向けた黒いシカの角。
アスペルクの市の色は1933年から緑 - 黄である。

### 姉妹都市
- リュール（フランス、オート＝ソーヌ県）1967年[12]
- プルスニッツ（ドイツ語版、英語版）（ドイツ、ザクセン州）[13]

## 経済と社会資本
アスペルクは、ヴュルテンベルク・ワイン地区のヴュルテンベルク・ウンターラント地域シャルクシュタイン大地区に属すワインの産地である。ワイン造りは、9世紀から行われていたことが証明されている。

### 企業
たとえば、医療機器製造業者のキルヒナー & ヴィルヘルム GmbH + Co. KG がある。
オーストリアのコリーニ＝グループは、ゲルトナー + クリンガー GmbH を引き継ぎ、コリーニ GmbH の名称で営業している。
1992年から、印章、銘板、標識、Gravur（金属や石に文字を刻むこと、刻んだもの）メーカーのファーリオン社もこの街にある。

### 交通

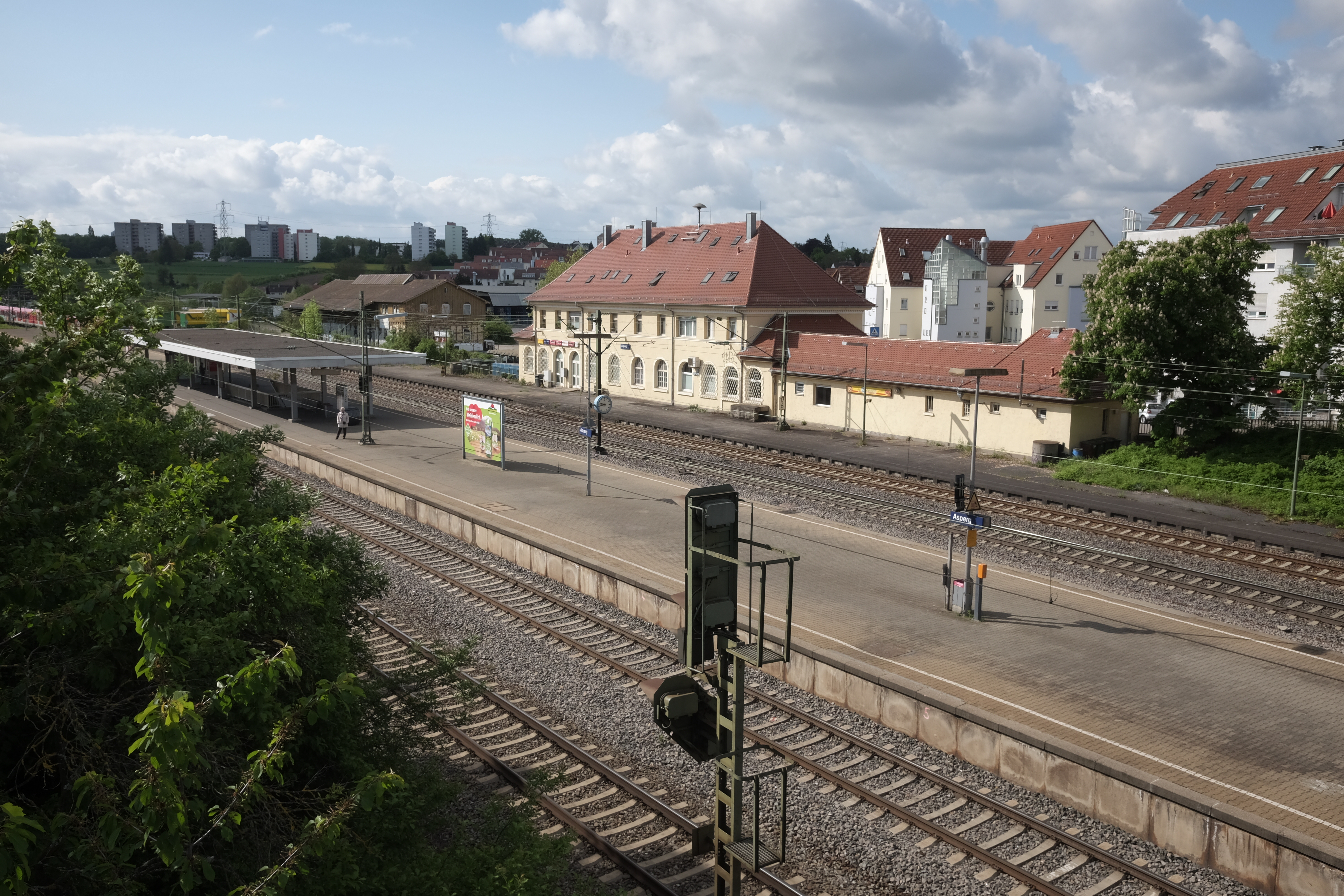
アスペルク駅

シュトゥットガルトSバーンのS5号線（ビーティヒハイム - シュトゥットガルト）が運行しているフランケン鉄道（シュトゥットガルト - ヴュルツブルク）によってアスペルクはシュトゥットガルトSバーン網に接続している。シュトゥットガルト中央駅からの所要時間は約20分である。アスペルクは、ルートヴィヒスブルク北インターチェンジおよびルートヴィヒスブルク南インターチェンジ経由で連邦アウトバーン A81号線（ハイルブロン - シュトゥットガルト - ジンゲン）から数分で到着できる。

### 公共施設
市立図書館、青年の家、シニアの家、郡立クレーブラット養護ホームの老人・養護ホーム、数多くの乳幼児施設（託児所、幼稚園、子供の家）、屋外プール、多くの体育館、スタジアムやテニスコートを備えたスポーツ・レジャーセンター、市立ホール、イベントスペース・ケルテンザール、学習用水泳プールがある。

### 教育施設
フリードリヒ＝リスト＝ギムナジウム、フリードリヒ＝ヘルダーリン＝シューレ（ヴェルクレアルシューレ課程を伴う基礎課程・本課程学校）およびゲーテシューレ（基礎課程学校）の3校がアスペルクにある。この街を学区とする実科学校はタムにある。幼稚園は全部で11園（市立 6園、ローマ＝カトリック教会運営 2園、福音主義教会運営 1園、ヴァルドルフ教育幼稚園 1園、自然幼稚園 1園）ある。この他に、2007年11月から3歳以下の幼児30人をケアする託児所が設けられた。ヘルダーリン通りの子供の家は、2010年に、40人の全日制幼稚園と30人の幼児託児所を併せる形で開園した。

### レジャー・スポーツ施設

#### オスターホルツ・スポーツ・レジャーセンター
オスターホルツ地区のスポーツ・レジャーセンターは、1985年からアスペルクのスポーツクラブや生徒たちに、2面の芝生グラウンド、1面のハードグラウンド、400 m トラック、陸上競技施設一式、2面の小競技場を提供している。センターにはイタリアンキッチンが設けられている。このセンターには属していないもののすぐ隣には、TC アスペルクのテニスコートや「自然に親しむ家」がある。

#### 屋外プール
5月から9月までの夏季にオープンする屋外プールはアスペルク駅の北、およびバスのレーエンブリュッケ停留所まで約 8 分の位置にある。自動車約 500台、オートバイ約 700台が駐車可能な駐車場を備えている。このプールは1960年代に「ロッホヴィーゼン」耕牧地に建設された。その後数十年の間、絶えず改築がなされた。敷地が陥没し、一部で地面に危険なくぼみができてしまったためである。その後ジオテキスタイル工事が施され、再度の陥没を防いでいる。千年紀の初めに改築された屋外プールは、飛び込み台のある温水プール、ウォータースライダーのある水泳禁止水槽、水泳水路、日除けのあるファミリーゾーン、彫像付き噴水などがある。入り口ゾーンには、大きなパラソルの下で食事することができる大規模な飲食店ゾーンがある。

#### スケート＝パーク
屋外プールの駐車場に隣接して、様々なトレーニング施設を備えたローラースケート施設が1998年から存在する。

### ライフライン
この町の電力網とガス網は、EnBW レギオナル AG が運営している。ガス網はルートヴィヒスブルク＝コルンヴェストハイム都市施設 GmbHが運営している。アスペルクの西部はボーデン湖水供給会社から引いている。東部は地元の水である。塵芥処理は、ルートヴィヒスブルク郡の 100 % 子会社のルートヴィヒスブルク郡塵芥処理会社 (AVL) が行っている。AVLは、ルートヴィヒスブルク郡の委託を受けてゴミの削減、再利用、廃棄といった処理を行っている。

## 文化と見所
かつての旅館「ヒルシュ」は、その後映画館「キノ・グロリア」となり、現在は劇場「シュヴァーベン＝ビューネ」となっている。この劇場は40年以上にわたって、シュヴァーベン方言の愛好者のための公演を行っている。
公益協会「グラスペルレンシュピール」は人々に公開されており、ここでは演劇、ダンス、音楽、文学、学術の公演あるいは講演が行われている。この団体はミヒャエルス教会の旧牧師館に作業所を有している。

### 博物館
- 消防博物館: 旧シラーシューレ（シラー通り3番地）内にある。歴史的なヘルメット、用具、模型自動車などが展示されている[17]。
- ホーエンアスペルク博物館－ドイツの牢獄: ホーエンアスペルク城砦の武具庫棟。22人の人物を例に多くの現物展示により自由の剥奪刑などの展示を行っている。この博物館は、バーデン＝ヴュルテンベルク歴史の家の分館である[18]。
- ワイン造り博物館: この博物館は、旧ブドウ搾り所（ケルター通り11番地）に入居している。ここでは、アスペルクのワイン造りの伝統と、過去2世紀にわたるブドウ搾りおよび保管技術について展示している[19]。

### 建築

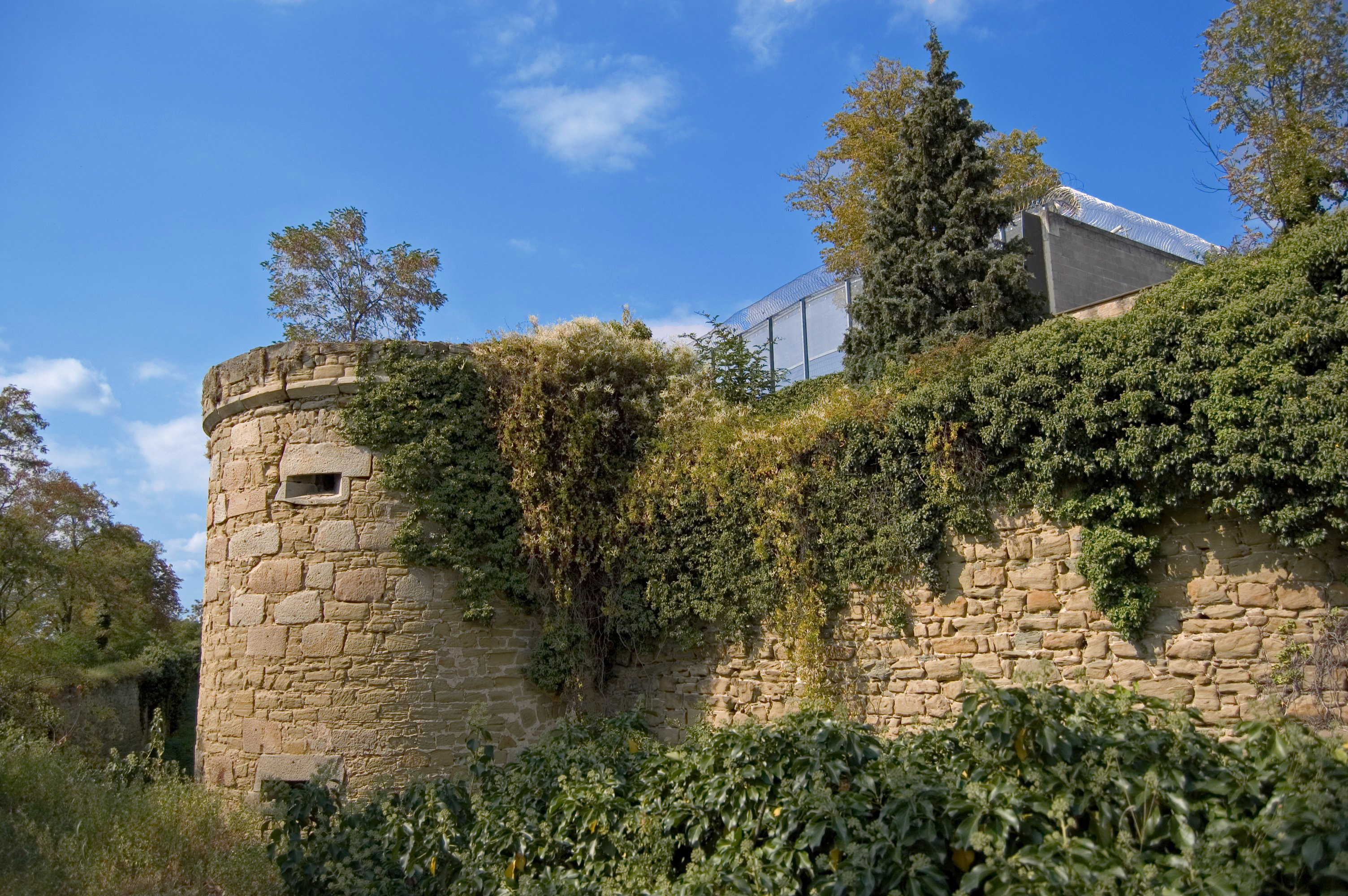
ホーエンアスペルク要塞

ホーエンアスペルクにはホーエンアスペルク要塞がある。この中には現在、ホーエンアスペルク博物館－ドイツの牢獄がある。
福音主義ミヒャエルス教会はこの街の歴史的な教会である。1960年の改修の際に重要な歴史的な壁絵が発見された。ここにはかつて一連の受難の物語が描かれていた。この他の見所としては、市庁舎周辺の数多くの木組み建築やブドウ搾り所がある。

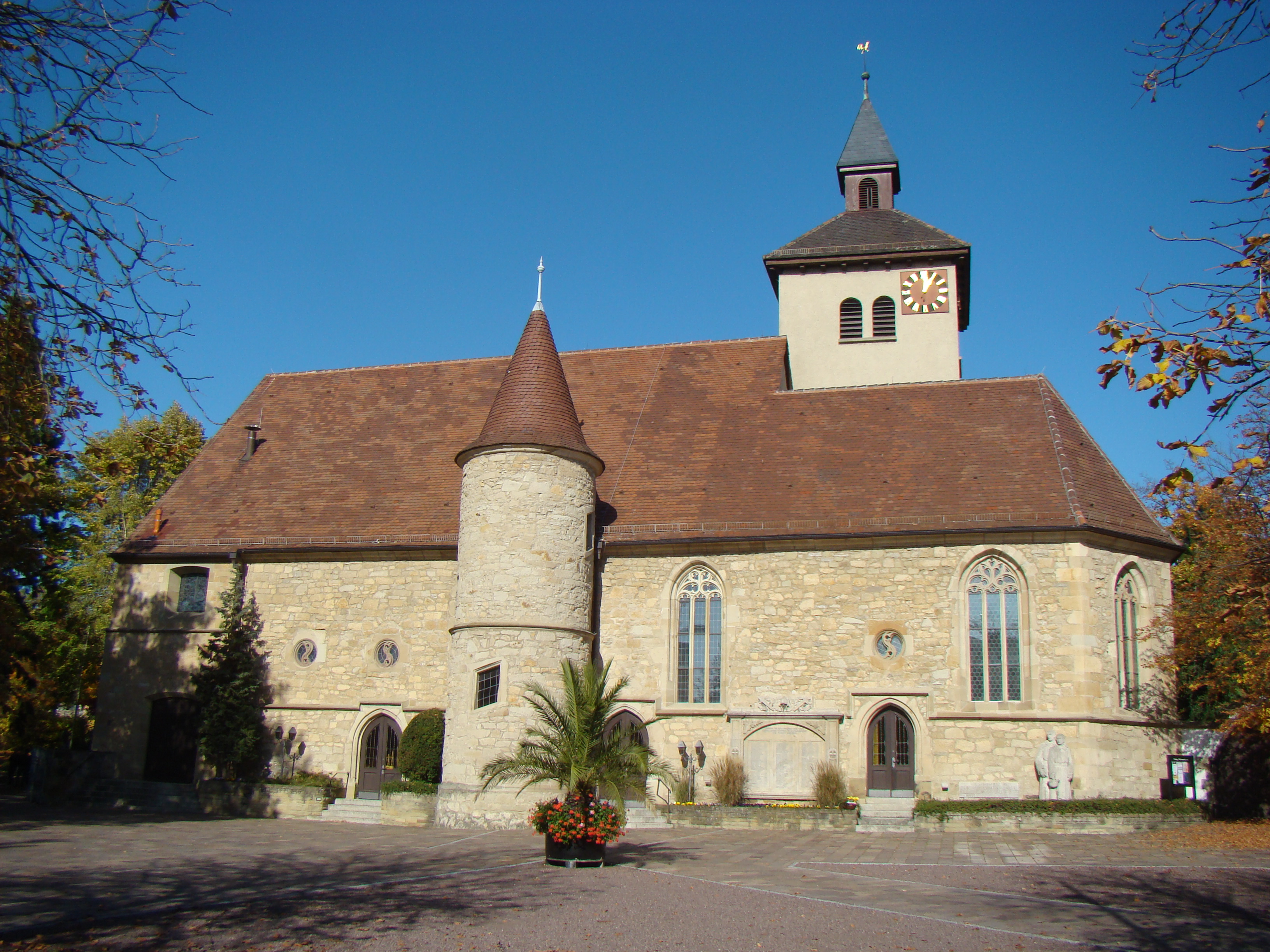
ミヒャエルス教会

## 人物

### ゆかりの人物
- クリスティアン・フリードリヒ・ダニエル・シューバルト（1739年 - 1791年）詩人・音楽家。10年間ホーエンアスペルク刑務所に収容される。
- フリードリッヒ・リスト（1789年 - 1846年）経済学者。ホーエンアスペルク刑務所に投獄される。
- ヴォルフガング・イェシュケ（Wolfgang Jeschke）（1936年 - 2015年）作家。アスペルクで育った。
- ラルフ・イーザウ（1956年 - ）作家。アスペルク在住

## 参考図書
- Horst Brandstätter (1978). Asperg – Ein deutsches Gefängnis. Berlin: Wagenbachs Taschenbücherei. ISBN 978-3-8031-2045-8

この文献は、翻訳元であるドイツ語版の参考文献として挙げられていたものであり、日本語版作成に際し直接参照してはおりません。

## 訳注
1. ↑  "ヴェルクレアルシューレ (ドイツ語: Werkrealschule) は、ドイツ内でもバーデン＝ヴュルテンベルク州特有の学校形態で、本課程学校の第9または第10学年修了の生徒から選抜で第10学年以降の中等教育クラスに進学できる制度およびその課程